# Tilt Ya Head Back
Tilt Ya Head Back è un brano del rapper Nelly, cantato con la cantante pop Christina Aguilera, pubblicato nel 2004, ed estratto dall'album di Nelly Sweat.

## Informazioni
La canzone Tilt Ya Head Back era inizialmente stata concepita come duetto fra Nelly e Britney Spears, ma la Jive Records reputò il brano di un genere, l'urban, troppo differente dallo stile della Spears, e declinò l'offerta. Tilt Ya Head Back è stata scritta da Nelly, Dorian Moore, Tegemold Newton e Curtis Mayfield e prodotta da Doe Mo' Beats per la Mo' Beats/Derrty Ent. La canzone contiene un campionamento di Superfly di Curtis Mayfield.
In un primo momento il brano era stato vociferato come un grande successo per Nelly e Christina Aguilera, dopo essere stato ben collaudato dai formati Pop, Urban, e Rhythmic. I due artisti avrebbero lanciato il brano eseguendolo agli MTV Video Music Awards 2004 (la sola volta che sia stato eseguito da entrambi i cantanti). Tuttavia, è stato in seguito rivelato che l'etichetta di Nelly non era convinta di voler pubblicare questo singolo perché credeva che Christina Aguilera avrebbe offuscato Nelly nel brano del suo disco, per cui non vi venne data una grande spinta né altra promozione. Il video del singolo era stato già girato prima che la casa discografica decidesse di spostare la promozione su un altro brano di Nelly che stava riscuotendo una buona attenzione, Over and Over, un duetto con Tim McGraw. Quel brano ha iniziato a ricevere un'alta quantità di airplay e ha finito per fare ombra sulla pubblicazione di Tilt Ya Head Back.
Nonostante il brano abbia raggiunto solo il cinquantottesimo posto nella Billboard Hot 100 negli Stati Uniti, è riuscito a vendere oltre 500 000 copie digitali venendo certificato oro.
Il 22 Marzo 2016 trapelano in rete 30 secondi della versione registrata da Britney Spears.

## Il video
Il video prodotto per Tilt Ya Head Back è stato diretto da Little X. Nel video, le cui atmosfere ricordano gli anni quaranta, Nelly interpreta un boss, mentre la Aguilera una cantante di night club. Alla fine del video i due fuggono insieme.

## Tracce
CD-Maxi
1. Tilt Ya Head Back - 4:13
2. Na-nana-na - Nelly - 3:59
3. Flap Your Wings (Full Phatt Remix) - Nelly - - 4:18
4. Tilt Ya Head Back (Video)

CD-Single
1. Tilt Ya Head Back - 4:13
2. Na-nana-na - Nelly - 3:59

## Classifiche
| Classifica (2004)      | Posizione più alta |
| ---------------------- | ------------------ |
| Nuova Zelanda          | 4                  |
| Regno Unito            | 5                  |
| Australia              | 5                  |
| Irlanda                | 12                 |
| Paesi Bassi            | 16                 |
| Svizzera               | 16                 |
| U.S. Top 40 Mainstream | 26                 |
| Germania               | 27                 |
| Canada                 | 27                 |
| U.S. Top 40 Tracks     | 28                 |
| Austria                | 42                 |
| U.S. Billboard Hot 100 | 58                 |